# Stefan Strandberg
Ken Remi Stefan Strandberg, más conocido como Stefan Strandberg, (Lyngdal, 25 de julio de 1990) es un exfutbolista noruego que jugaba de defensa.

## Selección nacional
Fue internacional con la selección de fútbol de Noruega. Fue internacional sub-16, sub-18, sub-19, sub-21 y sub-23, antes de convertirse en internacional absoluto el 19 de noviembre de 2013, en un partido amistoso frente a la selección de fútbol de Escocia.

## Clubes
| Club                   | País     | Año       |
| ---------------------- | -------- | --------- |
| Mandalskameratene      | Noruega  | 2006-2008 |
| Vålerenga              | Noruega  | 2009-2012 |
| Bryne FK (cedido)      | Noruega  | 2009      |
| Rosenborg BK           | Noruega  | 2012-2015 |
| F. C. Krasnodar        | Rusia    | 2015-2019 |
| Hannover 96 (cedido)   | Alemania | 2016-2017 |
| F. C. Ural (cedido)    | Rusia    | 2019      |
| Trapani Calcio         | Italia   | 2019-2020 |
| F. C. Ural             | Rusia    | 2020-2021 |
| U. S. Salernitana 1919 | Italia   | 2021-2022 |
| Vålerenga              | Noruega  | 2022-2024 |